# ميخائيل ماكدونالد
ميخائيل ماكدونالد هو ملاكم كيك بوكسينغ كندي، ولد في 6 فبراير 1965 في برمنغهام في المملكة المتحدة.

## وصلات خارجية
- ميخائيل ماكدونالد على موقع شيردوغ (الإنجليزية)